# 上ドナウ帝国大管区

上ドナウ帝国大管区
Reichsgau Oberdonau (ドイツ語)

国の標語: Ein Volk, ein Reich, ein Führer（ドイツ語）
一つの民族、一つの国家、一人の総統国歌: Das Lied der Deutschen（ドイツ語）
世界に冠たるドイツ
党歌: Die Fahne hoch（ドイツ語）
旗を高く掲げよ

ナチス・ドイツの地図

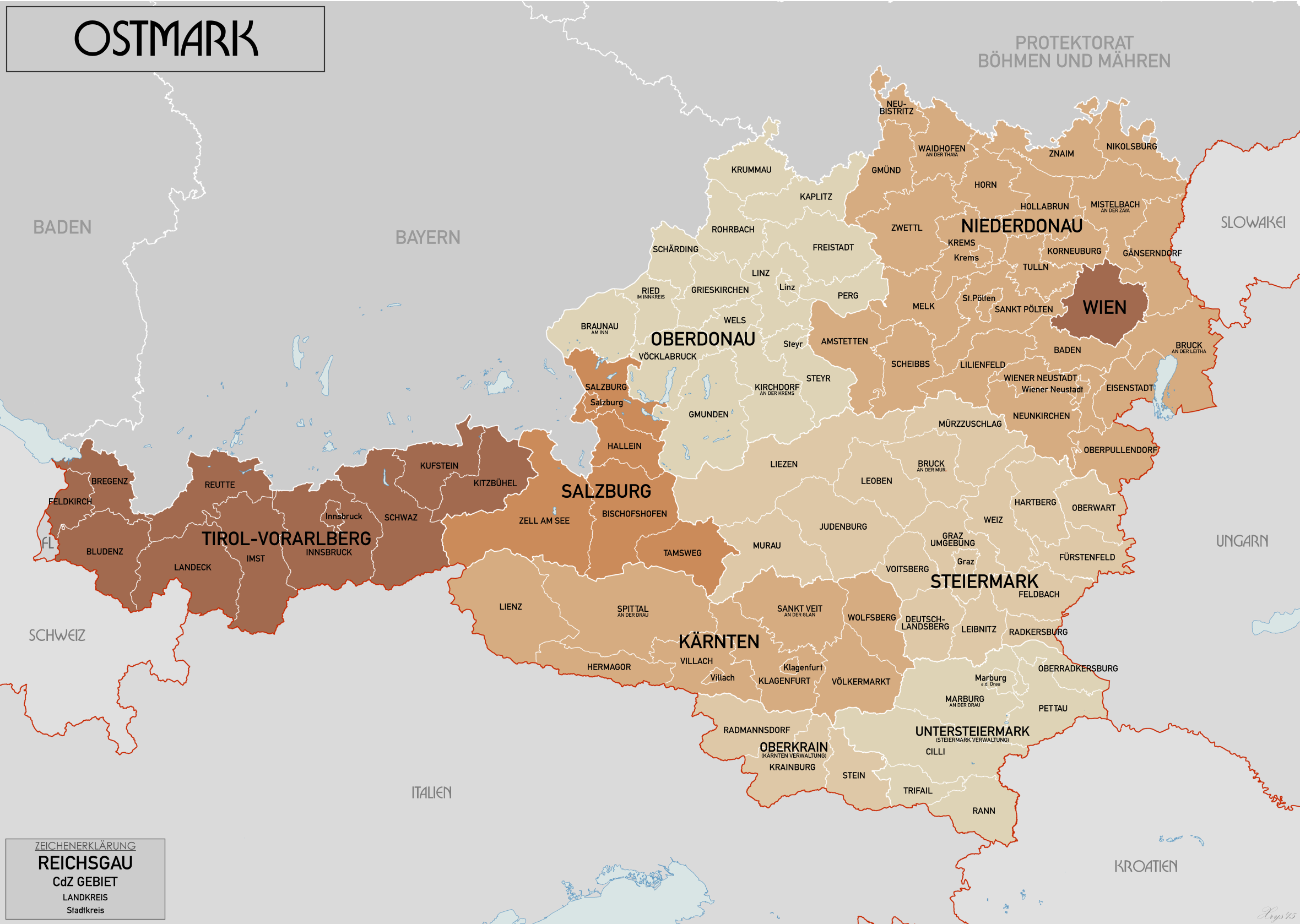
オストマルク帝国大管区群（1941年）：帝国大管区、地方および都市部

上ドナウ帝国大管区またはオーバードナウ帝国大管区（Reichsgau Oberdonau）は、1938年にアンシュルスによりドイツに併合されたオーストリアの領域にナチス・ドイツが置いた7つの帝国大管区の1つである。オーバーエスターライヒ州の一部、ザルツカンマーグートのうちアウスゼーアラント、ボヘミア南西部からなる。1939年に公布されたオストマルク法に基づいて設置され、1945年まで存続した。1939年から1942年まで、オーストリアの領域に置かれた7つの帝国大管区は総称してオストマルク帝国大管区群と呼ばれていたが、1942年にはさらにオーストリアの印象を薄めるべくドナウ＝アルプス帝国大管区群に改称された。

## 概要
1926年8月には既にナチ党のオーバーエスターライヒ大管区が置かれ、アルフレート・プロクシュが大管区指導者を務めていた。大管区指導者は1927年にアンドレアス・ボーレクに代わり、1933年にオーストリアでナチ党が非合法化されるとアウグスト・アイグルーバーが着任した。
上ドナウ帝国大管区では、アイグルーバーは常に大管区指導者として行動し、最初は州知事として、1940年からは国家代理官として党および州行政を取り仕切った。大管区指導者代理は1938年からはハンス・アイゼンコルプ、1940年5月1日からはクリスティアン・オプデンホフが務めた。大管区庁舎はリンツにあり、大管区内には複数の支所を持つマウトハウゼン強制収容所の他、リンツ近郊のハルトハイム安楽死施設や略奪した芸術品を保管するアルタウッセ塩鉱山など、ナチ党の関連施設が多数置かれていた。

## 行政単位
大管区の行政単位は以下の通りである。

### 市
1. リンツ
2. シュタイアー

### 郡
1. ブラウナウ・アム・イン郡
2. フライシュタット
3. グムンデン郡
4. グリースキルヘン郡
5. カプリツェ郡
6. キルヒドルフ・アン・デア・クレムス郡
7. クルマウ郡
8. リンツ＝ラント郡
9. ペルク郡
10. リート・イム・インクライス郡
11. ローアバッハ郡
12. シェルディング郡
13. シュタイアー＝ラント郡
14. フェクラブルック郡
15. ヴェルス＝ラント郡